# .hack//The Movie
.hack//The Movie (ドットハック セカイの向こうに?, Dotto Hakku Sekai no Mukō ni, lett. .hack//Beyond The World) è un film d'animazione diretto da Hiroshi Matsuyama.
È stato sceneggiato da Kazunori Itō ed è stato distribuito nei cinema il 21 gennaio 2012. È stato pubblicato su DVD e Blu-ray il 28 giugno 2012. In quest'ultimo è presente un "ibrido" PlayStation 3, che include sia un film che un picchiaduro, dal titolo .hack//Versus.
Il film presenta una canzone a tema Hikari wo Atsumete (Gathering Light) dell'artista giapponese KOKIA.

## Trama
Nel 2024 Sora Yuki, una ragazza di 14 anni, è convinta dai suoi amici a giocare il popolare gioco chiamato "The World". A causa di un incidente in "The World", anomalie iniziano a verificarsi nel mondo reale.

## Altri media

### .hack//Versus
.hack//Versus è un gioco di combattimento incluso nella versione Blu-ray di .hack//The Movie. Il gioco offre personaggi di tutta la serie, tra cui Haseo, Sora, Tsukasa, Ovan, Sakuya, Tokio, Kite e BlackRose. La recensione di PlayStation LifeStyle del gioco e del film fa notare che il gioco non è stato creato per dare rivalità a giochi come Mortal Kombat o Soulcalibur